# Stapelia gigantea
Stapelia gigantea е вид цъфтящо растение от род стапелия (Stapelia) от семейство Олеандрови (Apocynaceae). Популярните имена включват Зулу гигант, растение крастава жаба и растение мърша (въпреки че прякорът „растение мърша“ може да се отнася и за Stapelia grandiflora). Растението е родом от пустинните райони на Южна Африка до Танзания.
Печелило е Наградата за градински заслуги на Кралското градинарско общество.

## Отглеждане
Stapelia gigantea е декоративно растение. Тъй като то не понася продължително време температури под 10 °C, това растение трябва да се отглежда под стъкло в умерените зони.

## Галерия
- Стъбла
- С цветна пъпка
- Цвят